# Sardové
Sardové jsou etnikum žijící na ostrově Sardinie, který je autonomním územím Itálie. Jsou původním obyvatelstvem ostrova s vlastním jazykem, kterým je sardinština. V širším slova smyslu lze Sardem označit jakéhokoliv obyvatele ostrova Sardinie, které má 1,6 mil. obyvatel. Kromě výše zmíněných etnických Sardů jde především o Katalánce, Italy a Korsičany. Tato etnika mluví především korsicky, katalánsky a ligurským dialektem italštiny.